# Beresiwka (Butscha)
Beresiwka (ukrainisch Березівка; russisch Березовка Beresowka) ist ein Dorf in der ukrainischen Oblast Kiew mit etwa 180 Einwohnern (2001).

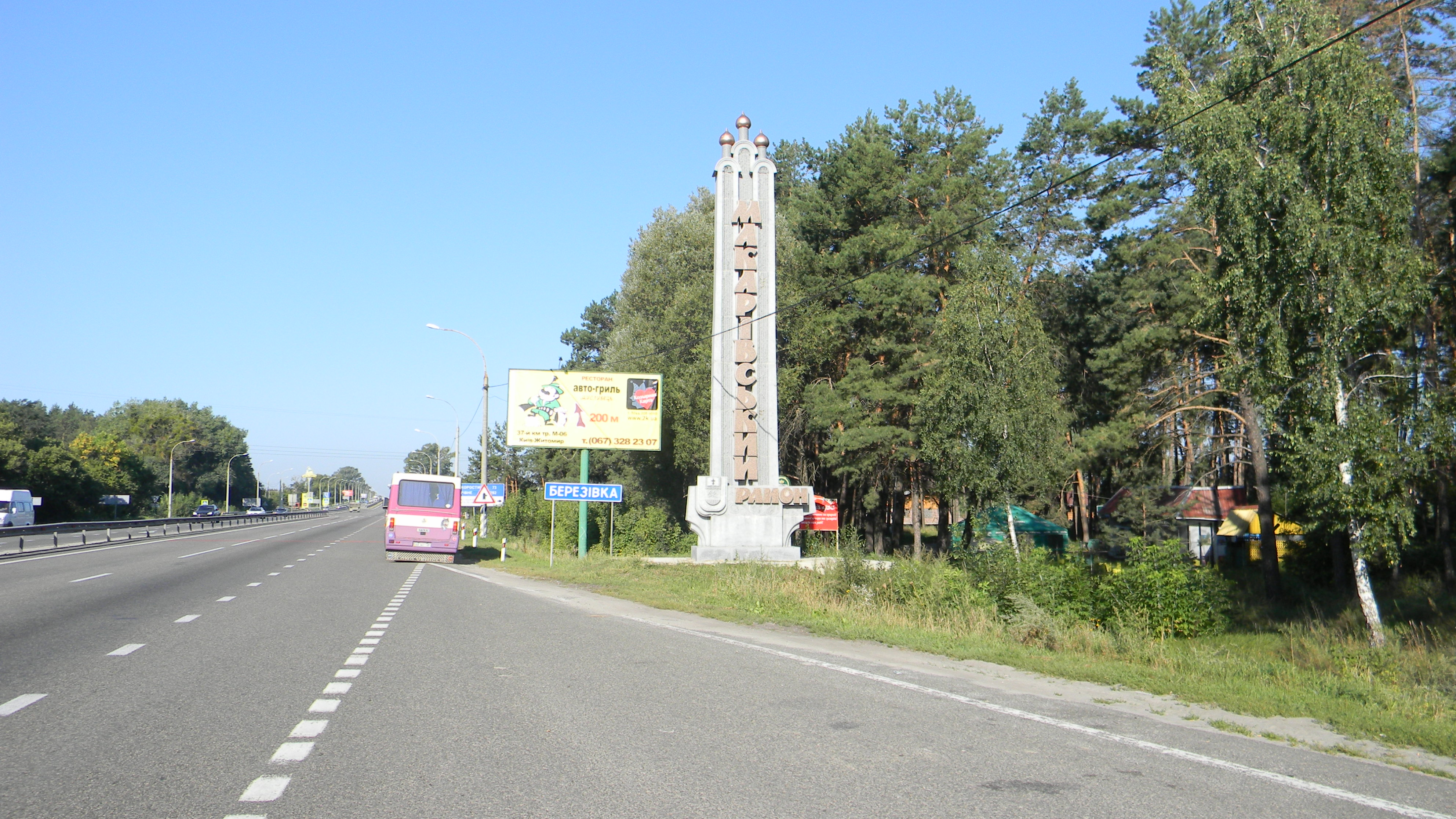
Ortseingangsschild von Beresiwka an der Fernstraße M 06

Durch das 1798 gegründete Dorf im Osten des Rajon Makariw verläuft die Fernstraße M 06/E 40. Beresiwka liegt an der Grenze zum ehemaligen Rajon Kiew-Swjatoschyn 23 km südöstlich vom ehemaligen Rajonzentrum Makariw und 38 km westlich von Zentrum Kiews.
Am 12. Juni 2020 wurde das Dorf ein Teil der neugegründeten Siedlungsgemeinde Makariw, bis dahin war es Teil der Landratsgemeinde Kolonschtschyna (Колонщинська сільська рада/Kolonschtschynska silska rada) im Osten des Rajons Makariw.
Am 17. Juli 2020 kam es im Zuge einer großen Rajonsreform zum Anschluss des Rajonsgebietes an den Rajon Butscha.